# Cabanglasan
Cabanglasan is een gemeente in de Filipijnse provincie Bukidnon op het eiland Mindanao. Bij de laatste census in 2007 had de gemeente bijna 33 duizend inwoners.

## Geografie

### Bestuurlijke indeling
Cabanglasan is onderverdeeld in de volgende 15 barangays:
| - Anlogan - Cabulohan - Canangaan - Capinonan - Dalacutan - Freedom - Iba - Imbatug | - Jasaan - Lambangan - Mandahikan - Mandaing - Mauswagon - Paradise - Poblacion |

## Demografie
Cabanglasan had bij de census van 2007 een inwoneraantal van 32.817 mensen. Dit zijn 512 mensen (1,6%) meer dan bij de vorige census van 2000. De gemiddelde jaarlijkse groei komt daarmee uit op 0,22%, hetgeen lager is dan het landelijk jaarlijks gemiddelde over deze periode (2,04%). Vergeleken met de census van 1995 is het aantal mensen met 3.529 (12,0%) toegenomen.

De bevolkingsdichtheid van Cabanglasan was ten tijde van de laatste census, met 32.817 inwoners op 243,3 km², 134,9 mensen per km².